# 羅伯·安德魯斯
羅伯·安德魯斯（英語：Rob Andrews；1957年8月4日—）是美国一位政治人物。他是《患者保护与平价医疗法案》的起草者。1990年至2014年为新泽西州第1選舉區選出的聯邦眾議員。黨籍为美国民主黨。